# دریاچه آلوآ
دریاچه آلوآ (قزاقی: Алуа) یک دریاچه در استان قزاقستان شمالی کشور قزاقستان است.